# Colditzi hadifogolytábor
A colditzi hadifogolytábor, hivatalos nevén Oflag IV-C a németek által elfogott szövetséges tiszteknek (szovjeteken kívül) szánt létesítmény volt a németországi Colditzban álló kastélyban. Az ottani számos szökés tette ismertté volt foglyok emlékiratai és ezeken alapuló filmek révén.

## A colditzi kastély
A colditzi kastély a mai Szászország tartomány észak-keleti részén található Colditz kisvárosban egy 46 méter magas dombon, a Zwickauer Mulde folyó bal partján. Építése a 11. században kezdődött és többször terjesztették ki és építették újra a 21. századig.
A nácik hatalomra jutása után a kastélyt koncentrációs táborként használták a rendszer ellenzőinek fogva tartására, majd 1938-ban pszichiátriai intézmény lett, ahol valójában éheztetés útján ölték a betegeket.
1939-ben a kastély az Oflag IV-C (Oflag mint Offizierslager ’tiszti tábor’) lett. Ugyanakkor Sonderlager ’különleges tábor’ is volt, mivel ott tartották a más táborokból szökést kísérlő tiszteket, valamint olyanokat, akik különösen ellenségeseknek mutatkoztak Németország iránt. A németek úgy tartották, hogy onnan nehezebb megszökni, mint a többi hadifogolytáborból.

## A foglyok

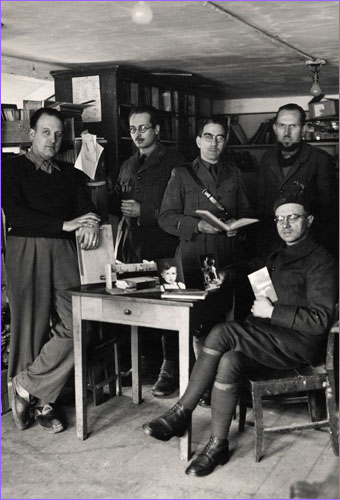
Francia fogoly tisztek

Az első foglyokat 1939 novemberében hozták a táborba. Csoportjuk 140 olyan lengyel tisztből állt, akiket a szeptember 1-én kezdődött lengyelországi hadjárat közben fogtak el. 1940 októberétől kezdve az Egyesült Királyságból, a Brit Nemzetközösségből, Hollandiából, Franciaországból és Belgiumból származó tiszteket vittek oda. Odakerült két jugoszláv és két csehszlovák pilóta is, akik Angliába menekültek országaik megszállása után. 1943 májusában a németek csak a briteket és a nemzetközösségieket hagyták ott és a többieket más táborokba vitték. Amerikaiakat is vittek oda 1944 augusztusától kezdve.

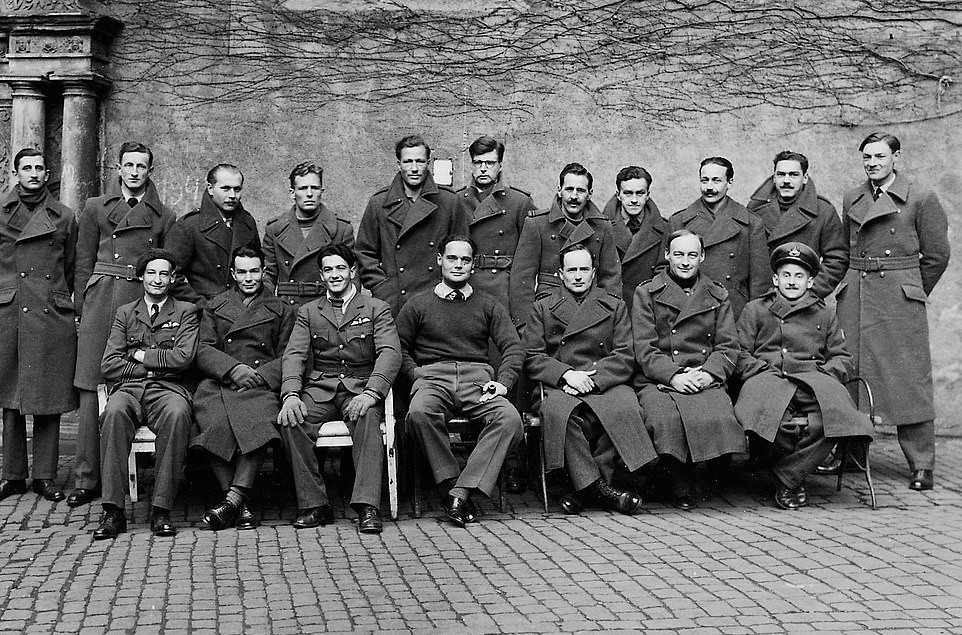
Brit és nemzetközösségi fogoly tisztek

A foglyok között volt néhány, a németek által Prominenteként (fontos személyekként) nyilvántartott is. Ez a minősítés társadalmi helyzetüktől és rokonságuktól függött. Túszok voltak, akiket a németek számára fontos, a szövetségesek fogságában levőkre lehetett volna cserélni vagy zsarolásra használni. Különösen vigyáztak, hogy ne szökjenek meg, és ha már nem lettek volna hasznosak, likvidálni kellett volna őket. Ilyen foglyok voltak Giles Romilly kommunista újságíró, Winston Churchill unokaöccse; Michael Alexander, aki Harold Alexander tábornagy unokaöccsének adta ki magát; Dawyk Haig, egy első világháborús tábornagy fia; Charles Hopetoun, Linlithgow márkija; John Elphinstone, a brit királyné unokaöccse; George Lascelles, VI. György brit király unokaöccse; Tadeusz Bór-Komorowski tábornok, a lengyel Honi Hadsereg főparancsnoka és néhány más főtisztje; négy francia tábornok; John Winant Junior, az Egyesült Államok londoni nagykövetének fia; Max de Hamel, Churchill távoli rokona.

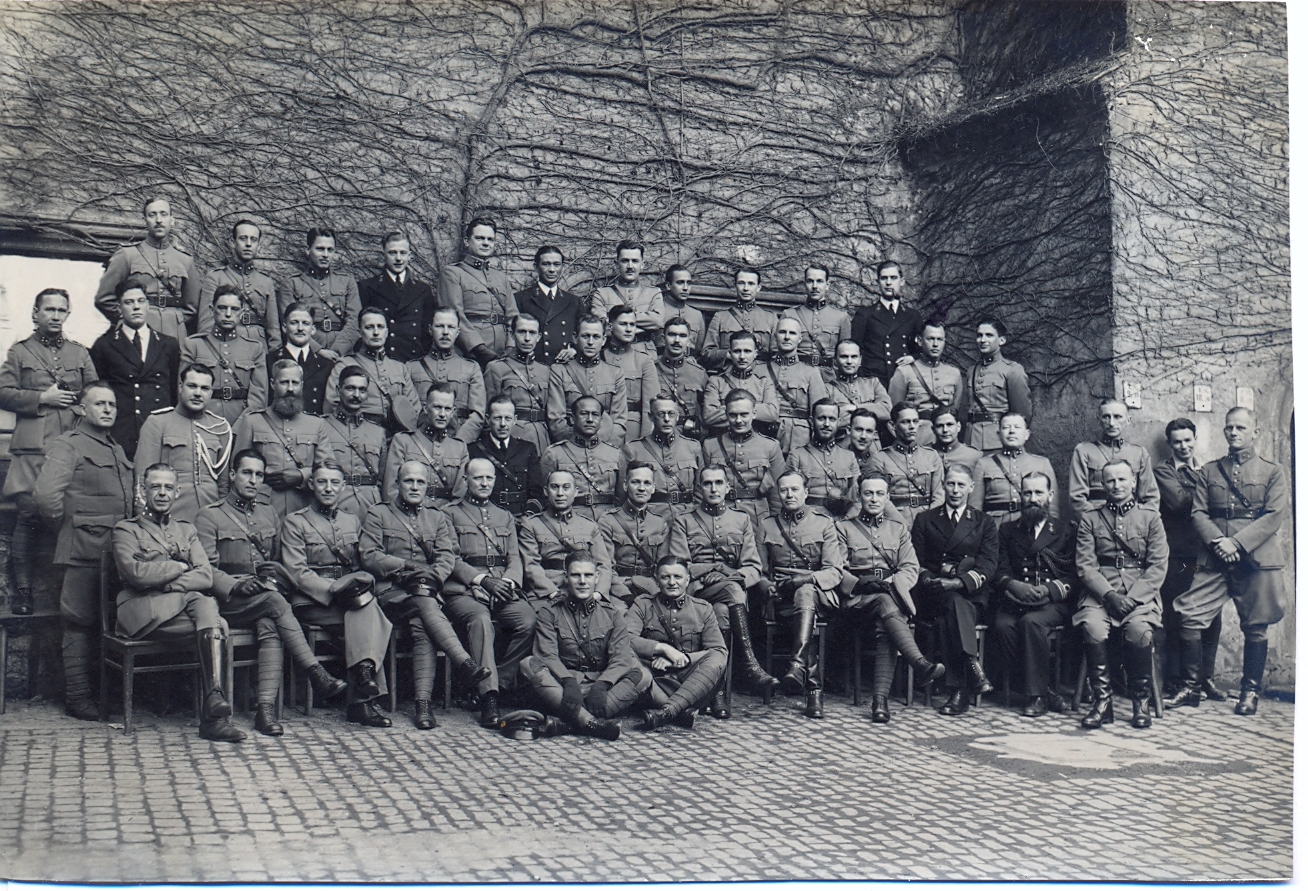
Holland fogoly tisztek

## A foglyok életkörülményei
Németország nagyjából betartotta a szövetségesek esetében (a szovjeteken kívül), a hadifoglyokra vonatkozó 1929-es genfi egyezmény előírásait. Betartását egy ún. „védő hatalom”, az Egyesült Államok mielőtt hadba lépett Németországgal, majd Svájc kiküldöttei ellenőrizték. Mindegyik nemzeti csoport élén a rangidős tisztje állt, ő képviselte csoportját a tábor parancsnokságával való viszonyban. A tábor személyzetét a Wehrmacht adta és általában korrektül viselkedett a foglyokkal. Idősebb tartalékos tisztekből és alacsonyabb rangú katonákból, valamint frontszolgálatra alkalmatlan fiatal katonákból állt.
A németek biztosította élelmezés elégtelen volt, de 1940 karácsonya és az 1944–1945-ös tél között a foglyok nem éheztek, mert csomagokat kaptak a Vöröskereszten keresztül. Mindenféle élelmiszereket tartalmaztak: húskonzerveket, vajat, curry-port, pácolt tojást, csokoládét, kakaót, teát stb. Fontos volt számukra a csomagban érkezett jó minőségű cigaretta is. Bizonyos gyógyszereket és ruhákat is kaptak. Eleinte a csomagok rendetlenül érkeztek, de 1941 tavaszától kezdve sokan hetente is kaptak. Miután a német lakosság elkezdett élelmiszerhiánytól szenvedni, a foglyoknak jobb élelmezésben volt része, mint az őreiknek. Még színházi smink és hangszerek is voltak a csomagokban. A tiszteknek valamennyi zsold is járt ún. Lagergeld (tábori pénz) alakjában, amely csak a táborokban volt érvényes. A tábor menzáján olyan dolgokat vásárolhattak érte, mint borotvapengét, takarókat, papírt és írószereket.
A foglyok levelezhettek is. Kapcsolatuk családjukkal és barátaikkal segítette őket abban, hogy kibírják a fogságot.
A fogoly tiszteknek tisztiszolgáik is voltak. Egy szolga járt mindegyik főtisztnek és egy mindegyik alacsonyabb rangú tisztekből álló kis csoportnak. A tisztiszolgák alacsony rangú fogoly katonák voltak, akiket nekik szánt ún. Stalagokból hoztak. Colditzban jobb dolguk volt, mint a Stalagokban, ahol egyeseknek nehéz munkát kellett végezniük. Colditzban a tisztektől külön laktak, de ugyanazt az élelmet kapták, mint ők, beleértve csomagokból is.

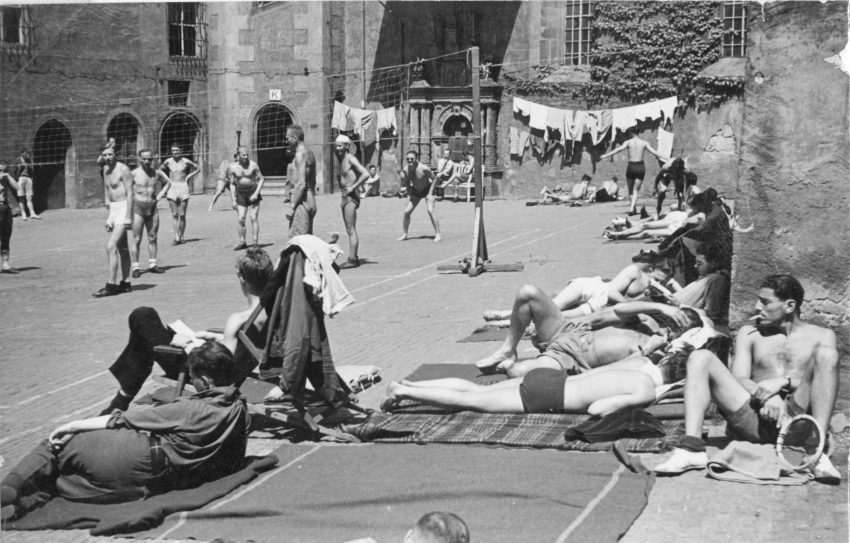
Foglyok a kastély belső udvarában

A tisztek nem dolgoztak és azon kívül, hogy a napi három, később négy létszámellenőrzésen jelen kellett lenniük, sok idejük volt, és napközben szabadon rendelkezhettek vele. Mindenféle tevékenységeik voltak. Sportokat űztek, a sakkon kívül labdarúgást, röplabdát, rögbit, gyeplabdát, krikettet, ökölvívást, a kastély belső udvarában, ahol egész nap tartózkodhattak, és alkalomadtán a kastély melletti parkban. Nemzetközi versenyeket is rendeztek, például 1941 augusztusában a „tábori olimpiai játékokat”. Labdákat, krikett- és gyeplabda-ütőket stb. csomagokban kaptak.
Művészeti tevékenységeik is voltak. Egyes hangszereket a németek adták. Volt egy lengyel kórus, egy holland hawaii gitár együttes, egy brit dzsessz együttes, egy francia kamarazene együttes és nemzetközi zenekar. A foglyok körében nagyon népszerű előadásokat rendeztek. Brit írók színdarabjait, valamint foglyok alkotta színdarabokat és revüket adtak elő.

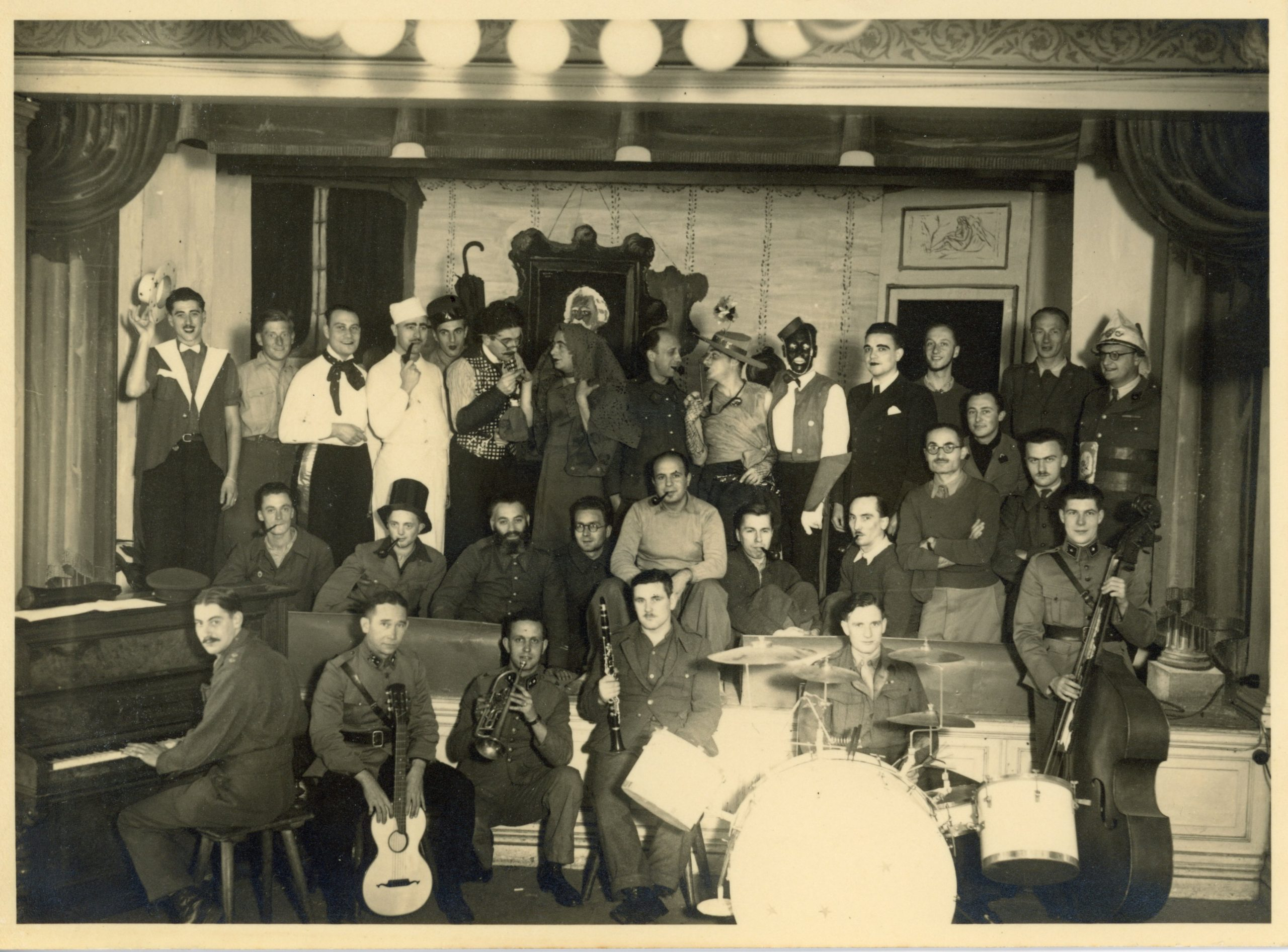
Foglyok a színpadon

Egy másik tevékenység a párokban való nyelvtanulás volt. Például egyes brit foglyok németül, hollandul, franciául, oroszul stb. tanultak. Könyvtár is volt a táborban. Egyes könyveket a németek adták, mások csomagokban jöttek a Vöröskereszttől vagy a Penguin Books kiadótól. Egyes foglyok rendszeresen tartottak irodalmi vitákat, egyesek pedig brit egyetemek levelezési tagozatán folytattak tanulmányokat.
A németek megbíztak a tisztek becsületszavában. Például a foglyok szerszámokat kaphattak a színház berendezéséhez becsületszóra, hogy nem használják fel szökés előkészítésére. A nem harcoló tisztek (orvosok, lelkészek) alkalmilag a kastély közelében sétálhattak őr kíséretében.
A genfi egyezménynek megfelelően a súlyos testi vagy pszichikai betegségben szenvedő foglyok kiszabadulhattak. Például 1944 májusában a táborba jött egy német és svájci tagokból álló Vöröskereszt-bizottság. A kiszabadításukat kérő foglyok közül 29-et választottak ki, és végül 26 mehetett haza. Ezek között néhányan csak tettették a betegséget.
A foglyok nem kaphattak alkoholos italokat, de megtalálták a módját, hogy termeljenek ilyeneket. A lengyelek elkezdtek titokban egy vízből, az ételadagjukban kapott lekvárból, őröktől a csomagokban kapott dolgokkal vásárolt élesztőből, és a csomagokban kapott cukorból készült italt párolni saját gyártású lepárlóval. Egyfajta vodkát is pároltak csomagban kapott aszalt szilvából, mazsolából és élesztőből. Eleinte a németek elkobozták a megtalált lepárlókat, de végül eltűrték az alkoholkészítést..
Egyes foglyok felhasználták a levelezést arra, hogy a brit titkosszolgálatoknak esetleg hasznos információkat küldjenek német csapatmozgásokról, védelmi kapacitásokról, a bombázások okozta károkról, lehetséges célpontokról, a németek és a foglyok hangulatáról stb. Egyes információkhoz közvetlenül jutottak, miután foglyul estek, másokat újonnan elfogott vagy más táborokból hozott foglyoktól kaptak. A leveleket szigorúan ellenőrizték a németek, ezért a foglyoknak szükségük volt egy kódra, amellyel titkosítsák az információkat. Egyszer egy angol fogoly általa kigondolt kódot használva küldött levelet feleségének, aki rájött, hogy ez ilyen szöveg, és kiértette belőle, hogy el kell vinnie a Hadügyminisztériumba. Nagyon összetett módon, amire a németek nem jöttek rá, a fogoly egy HK vagy 5–6-O elnevezésű kódot kapott és nyolc társát is megtanította használatára. Ezzel kommunikáltak hivatalosan a több táborban tartott brit foglyokkal, ami a németek előtt titokban maradt. Ezzel a foglyok kérhették is, amire szükségük volt, valamint utasításokat is kaphattak.
A németek mindent megtettek azért, hogy a foglyok ne tudjanak meg semmit a háború valós menetéről. Ebbe az utóbbiak nem törődtek bele és megtalálták a módját, hogy a szövetségesektől származó híreket tudjanak meg. A francia Frédéric Guigues, civilben mérnök, két rádiót készített felesége küldte csomagokban kapott alkatrészekből, akivel kódoltan levelezett. Guigues közölte vele, mit küldjön és hogyan értesítse a küldeményekről. Az érkező csomagokat a németek zárt és őrzött raktárban tartották, mielőtt ellenőrizték volna, beleértve röntgenkészülékkel. Az alkatrészek húskonzervekbe voltak rejtve. Hogy a németek ne találják meg, Guigues kulcsot készített, amellyel sikerült belopóznia a raktárba és kivennie a csomagokból ellenőrzés előtt. Elkészítette a rádiókat, amelyen a BBC francia adásának híreit hallgatták, majd szétterjesztették a többi fogoly között. Az első rádiót megtalálták a németek, akiket egy besúgó értesített róla. A második rejtve maradt a kastély padlásán. 1965-ben, amikor Guigues látogatást tett a kastélyban, még mindig ott volt, de ő visszarejtette. Egy másik volt fogoly, Dick Howe is megtalálta 1975-ben, de ő is otthagyta. Végül 1992-ben találták meg javítási munkák alkalmakor és kiállították.
A viszonylag jó fogva tartási körülmények ellenére a foglyok lelkileg szenvedtek, elsősorban egyszerűn attól, hogy be voltak zárva. Megviselte őket a munka, a nők, a család, a hírek és az előrelátható jövő hiánya is. Helyzetükre lelki sajátosságaik szerint reagáltak. Különféle állapotokat és magatartásokat lehetett tapasztalni a táborban: beletörődést, nyugalmat, bűntudatot, depressziót, súlyosabb pszichikai zavarokat, haragot, dühöt, a személyzet provokálását.
A legnehezebb időszak a foglyok számára 1944 őszén kezdődött. A táborba egyre kevesebb csomag érkezett a Németországban a szövetségesek előrehaladása és egyre hevesebb bombázásai nyomán egyre inkább eluralkodó zűrzavar miatt. Takarékoskodtak az utolsó csomagokban beérkezett élelmiszerekkel, de decemberre már semmi sem maradt belőlük. A németektől kapott adagok is egyre kisebbek lettek. Már levelek sem érkeztek. A foglyok éheztek és fáztak. Egyesek lelkiállapota is leromlott. Mivel Németország veresége közel volt, a foglyok, főleg a Prominente attól féltek, hogy az SS átveszi a tábort a Wehrmachttól, és akkor veszélybe kerülnek.
Az éhezés akkor érte el a csúcsát, amikor Colditzba evakuáltak 1200 francia fogoly tisztet és összezsúfolták őket a kastélyban levőkkel együtt.

## Szökések előkészítése
A foglyok életkörülményeit a németek biztosították, ameddig tudták, hogy elejét vegyék ellenállási aktusoknak és a szökéseknek. A szökésre való készülésen kívül megengedtek nekik akármilyen időtöltést, még az alkoholkészítést is, csak hogy el legyenek foglalva és ne gondoljanak szökésre. Mégis a foglyok egy része meg akart szökni, főleg olyanok, akik már próbálkoztak ezzel más táborokban. Egyesek már nem bírták a tespedést és a szabadság hiányát. Ezeket uralta a szökés gondolata. Magasabb rendű motiváció az a hit volt, hogy tisztnek kötelező megszöknie, bár ezt semmilyen szabályzat sem írta elő. A többi fogoly hajlandó volt kivárni a szabadulást a háború végéig.
A genfi egyezmény szerint a szökési kísérlet és a szökés csak fegyelmi vétség, és fegyelmi büntetés nem haladhat meg egy hónapi magánzárkában való tartást a tábor fogdájában. Mégis a szökés veszélyes lehetett. A megszökni akarók nem lehettek biztosak abban, hogy az egyezmény be lesz tartva, főleg 1943-tól kezdve. Németország bombázása egyre hevesebb volt, és a lakosság egyre ellenségesebb volt a szövetségesekkel szemben. Az elfogott szökevények a lakosság bosszújának voltak kitéve. A civil ruhában és főleg német egyenruhában elfogott szökevényeket kémekként kezelhették a hatóságok. Az SS vagy a Gestapo kezére jutottak kínzásnak, koncentrációs táborba küldésnek, de még meggyilkolásnak is ki voltak téve. A kockázatok elérték csúcsukat 1944 márciusában „a nagy szökés”-ként elhíresült esemény után, amikor a Gestapo 50 szökevényt gyilkolt meg. 1944 szeptemberében a hadifogolytáborokban a szökésre vonatkozó fenyegetéseket függesztettek ki.
Az, hogy a foglyoknak sok idő állt rendelkezésére, amit úgy töltöttek, ahogy akartak, nekik azt az előnyt, a németeknek pedig azt a hátrányt jelentette, hogy alaposan készülhettek fel szökésre.
Mindegyik hadseregből való csoportnak volt egy tisztje, akinek jelenteni kellett a szökési szándékokat, ötleteket és terveket. Ezek egy olyan bizottság tagjai voltak a rangidős tisztekkel együtt, amely koordinálta a szökéseket. Értesíteni kellett a bizottságot a csoportokban megjelent mindegyik szökési tervről és arról az időpontról, amelyben meg akarták valósítani. Mivel a kastély kicsi volt és kevés szökési lehetőség volt, a bizottság döntőbíró is volt, ha két csoportnak ugyanaz az ötlete támadt, hogy ne akadályozzák egymást megvalósítása közben. Elvileg a bizottság tagjai nem szökhettek meg.
Szökéshes a foglyoknak civil ruhára, hamis igazolványokra, tájékozódási eszközökre és pénzre volt szükségük. Ezek beszerzésére, illetve elkészítésére több forráshoz és eszközhöz folyamodtak.
Egyes dolgokat az MI9, a hadifoglyokat főleg szökés előkészítésében segítő brit titkos szolgálat küldött. A MI9-nek volt egy tagja, Christopher Hutton, akinek zseniális ötletei voltak szökevényjelölteknek szánt tárgyak készítésére. A családok vagy nem létező jótékonysági szervezetek nevében küldött csomagokban érkeztek. Megengedett tárgyakban voltak elrejtve, például apró fémvágó fűrész fésűben vagy fogkefében, térkép kártyában vagy gramofonlemezben, iránytű dióban vagy szappanban, hamis igazolvány karton sakktáblában. Frédéric Guigues hozzájutott csomagban küldött szerszámokhoz ugyanúgy, mint a rádióalkatrészekhez. Hutton arra is talált módszert, hogy a foglyok civil ruhát készíthessenek. Joguk volt hadseregük egyenruháját viselni és újat kapni csomagban. Az MI9 által küldött egyenruhákat úgy készítették, hogy könnyen lehessen civil ruhákra vagy német egyenruhákra változtatni.
Hamis igazolványok készítésére a foglyoknak titkos műhelye volt. Az anyagokat a tábor menzájában vásárolták. A kitöltetlen igazolvány nyomtatott szövegét kézzel utánozták. A konkrét személyi adatokkal való kitöltésére fából és drótból írógépet készítettek. A civilbe öltözött személy fényképét egy hivatásos fényképész készítette szivaros dobozból és szemüveglencsékből összetákolt fényképezőgéppel. Az ehhez szükséges anyagokat egy csomagban kapott dolgokkal megvesztegetett német szerezte be neki. Az igazolványt hamis nevével írta alá az illető fogoly, majd pecsét is került rá. Ezt egy valódi pecsét képe után készítette a hamisító borotvapengével egy lábbeliről leszedett cipősarok flekkjéből, és a pecsételésre tintaceruzából nyert tintát használt.
A pénz több forrásból származott. Például a foglyok csomagban kapott élelmiszereket és főleg cigarettát adtak el őröknek, akik ezzel megszegték a szabályzatukat, vagy az MI9 rejtett el pénzt csomagokban.
A németek folyton szökési előkészületek jeleit keresték és gyakran meg is találták. Reinhold Eggers százados, a tábor biztonsági tisztje egyfajta múzeumot rendezett be a kintről küldött vagy a táborban készült szökésre használandó elkobzott tárgyakból.

## Sikeres és sikertelen szökési kísérletek
Henry Chancellor brit író, rendező és tévéproducer szerint Colditzból 316 tiszt kísérelt meg szökést 174 alkalommal. Ezek közül 35 sikerült olyan értelemben, hogy a szökevények végül hazajutottak. A sikertelen kísérletekhez sorolja azokat is, amelyek megelőzték ugyanazon foglyok sikeres szökését. A sikertelenül szökést megkísérlők közé azok tartoznak, akiknek nem sikerült kijutniuk a táborból és azok, akiket Colditztól kisebb-nagyobb távolságra fogtak el: a táborhoz közel, vonatokban, Lipcsében, Chemnitzben, Mainzban, Ulmban, Frankfurt am Mainban, Kölnben, Stuttgartban, Saarbrückenben, Cottbusban, a svájci határnál, a holland határnál, Krakkóban, Bécsben, Gdańskban (Danzigban). Szökési kísérletnek halálos áldozata egy volt, Michael Sinclair hadnagy, a kilencedik próbálkozásakor. Lelőtték, amikor át akart jutni a tábor kerítésén. A sikeres és sikertelen kísérletezőkhöz tartoznak e szerző szerint azok is, akik Colditzból kerültek más táborokba, kórházakba, fogorvoshoz, vagy akiket vonattal vittek valahova, és ezekről a helyekről szöktek meg vagy próbáltak megszökni. A sikeres szökevények közé a szerző azokat is beszámítja, akik betegség tettetése révén kerültek haza. A sikeres szökevények közül négy nem élte túl a háborút. Kettő visszatért a seregébe és a fronton esett el, az egyik a francia ellenálláshoz csatlakozott, majd elfogta és megölte a Gestapo, a negyedik pilótaként gyakorlatozáskor baleset áldozata lett.

## Szökési módszerek
A táborból való kijutást többféleképpen kísérelték meg. Egyes módszereket csak egyszer alkalmaztak, másokat többször. Néhány példa az alábbiakban.
Alain Le Ray francia hadnagy átmászott azon a szögesdrót kerítésen, amellyel a kastély melletti park volt elzárva. Oda időnként őrök foglyokat kísértek ki, hogy sportolhassanak. Kiment a csoporttal egyenruhája alatt civil ruhában és kis összeg pénzzel. A csoport visszatérésekor a táborba belopakodott egy javítás alatt álló házba, amely a park szélén volt, majd onnan kiment és átment a kerítésen, amikor egyik őrszem sem nézett arra. Sikerült Svájcba jutnia.
Egyszer, amikor szalmazsákokat jött egy teherautó elvinni a kastélyból, a kis termetű és cingár Peter Allan skót hadnagyra a társai gyorsan civil ruhákat adtak és valamennyi pénzt dugtak a zsebébe, majd bedugták egy szalmazsákba. Tisztiszolgák az autó rakterébe tették a többi zsákkal együtt. A városban lerakták a zsákokat egy üres épületben. Éjjel Allan kibújt a zsákból és elindult. Bécsig jutott, de ott elfogták és visszavitték Colditzba.
Mások a kapun próbáltak kimenni civil ruhában vagy német egyenruhában. Émile Boulé francia hadnagy nőnek öltözve próbálkozott azt kihasználva, hogy olykor német nők is bejöttek a táborba. A kapu felé indult, de leesett csuklójáról az órája, és egy fogoly, aki a parkból tért vissza a csoportjával felvette és utána kiáltott, de hiába. Egy őrnek adta oda az órát, hogy az vigye a „nőnek”. Bouléhoz érve a német rájött a turpisságra. Ez az eset vezetett az szökéseket koordináló bizottság felállításához, hogy elkerüljék az efféle incidenseket. Airey Neave angol hadnagy német tizedesnek álcázva akart kijutni, de neki sem sikerült.

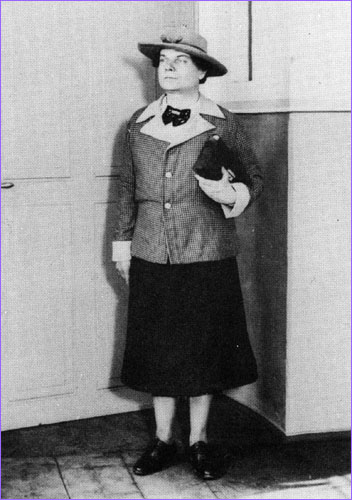
Émile Boulé sikertelen szökési kísérlete után

1942 szeptemberében a tábor parancsnoka elrendelte a foglyok feleslegesnek ítélt holmijaik elraktározását. Erre olyan ládákat használtak, amelyekben teát küldtek a Vöröskereszten keresztül. Dominic Bruce kis termetű brit hadnagy bebújt egy ládába civilben és egy 12 méteres lepedőkből sodort kötéllel. A ládákat a parancsnokság harmadik emeletén raktározták el. Éjjel a helyiség rács nélküli ablakából Bruce kötelén ereszkedett le. Csak Gdańskban fogták el.

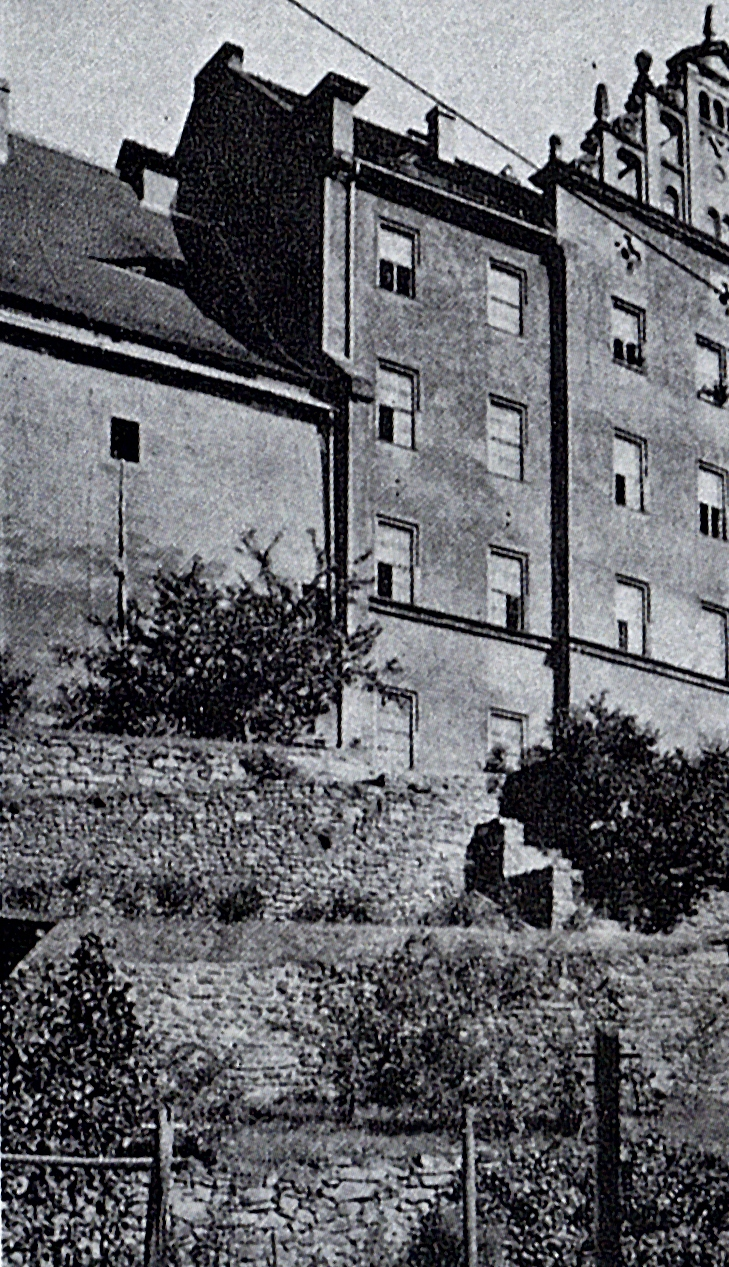
Dominic Bruce kötele, ahogyan hagyta

Több szökési kísérlet volt alagúton keresztül. A legjelentősebb francia tiszteké volt, melyet „francia alagút” néven emlegettek később. Nyolc hónapon át dolgoztak rajta, 1941 májusától 1942 januárjáig. 200 fogoly tömeges szökésére gondoltak. Szigorú szervezést igényelt és sok munkást. Még az alagút villanyvilágítását is megoldották. Ugyanakkor sok civil ruhát és hamis igazolványt kellett készíteniük. A németek tudták, mi folyik, keresték, de nem találták az alagutat. Végül mégis megtalálták a bejáratát, amikor már csak nagyon keveset kellett volna ásni.

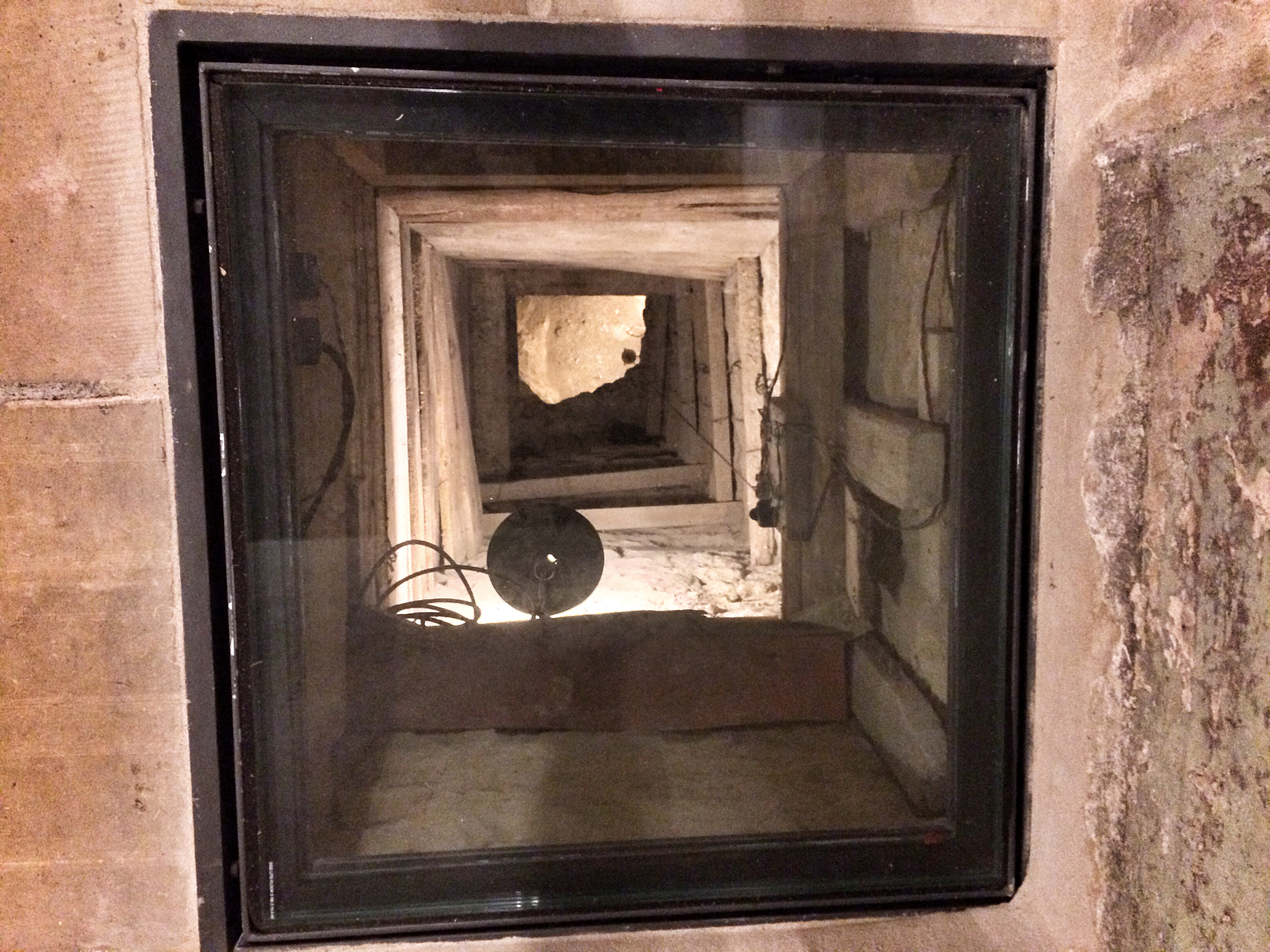
A „francia alagút” látogatóknak láthatóvá tett egyik része

Amikor szökés történt, a táborban maradó foglyok késleltetni próbálták azt az időpontot, amikor a németek észrevették. Ezért létszámellenőrzéskor álcázták a hiányzásukat. Például Dominic Bruce másodszor számoltatta meg magát úgy, hogy észrevétlenül más helyre lopakodott a sorban, miután egyszer már számba vették. A másik eszköz az volt, hogy egy holland tiszt, civilben szobrász, két bábút készített, és az egyiket vagy mindkettőt vitték a létszámellenőrzésre.
Utolsóként egyes foglyok légi úton való kijutásra gondoltak. Erre titokban vitorlázórepülőt építettek. Két fogoly elkészítette a tervét a tábor könyvtárában található repülőgép-tervezési útmutató tanulmányozása után. Húsz mérnök dolgozott a megépítésén 1944 nyarától 1945 áprilisáig, azaz kevéssel a szabadulás előttig. Mindig voltak társaik, akik őrt álltak, hogy figyelmeztessék őket, ha német közeledett. Valójában az akcióban a foglyok negyede vett részt. A kastély egyik részének padlásán dolgoztak maguk készítette szerszámokkal. 6000 alkatrészt csináltak a táborban innen-onnan lopott ágyakból származó fa- és fémrészekből, csavarokból, telefonhuzalokból, matracokról leszedett vászonból stb. Ez a tevékenység a foglyok lelki kitartását is erősítette. A repülőt tartalékban tartották és végül nem használták fel. Akkor szerelték össze először végső alakjában, amikor megmutathatták a felszabadító amerikaiaknak. A velük jött Lee Carson amerikai újságírónő és haditudósító lefényképezte. A háború után a repülő eltűnt, nem tudni, mi lett vele..

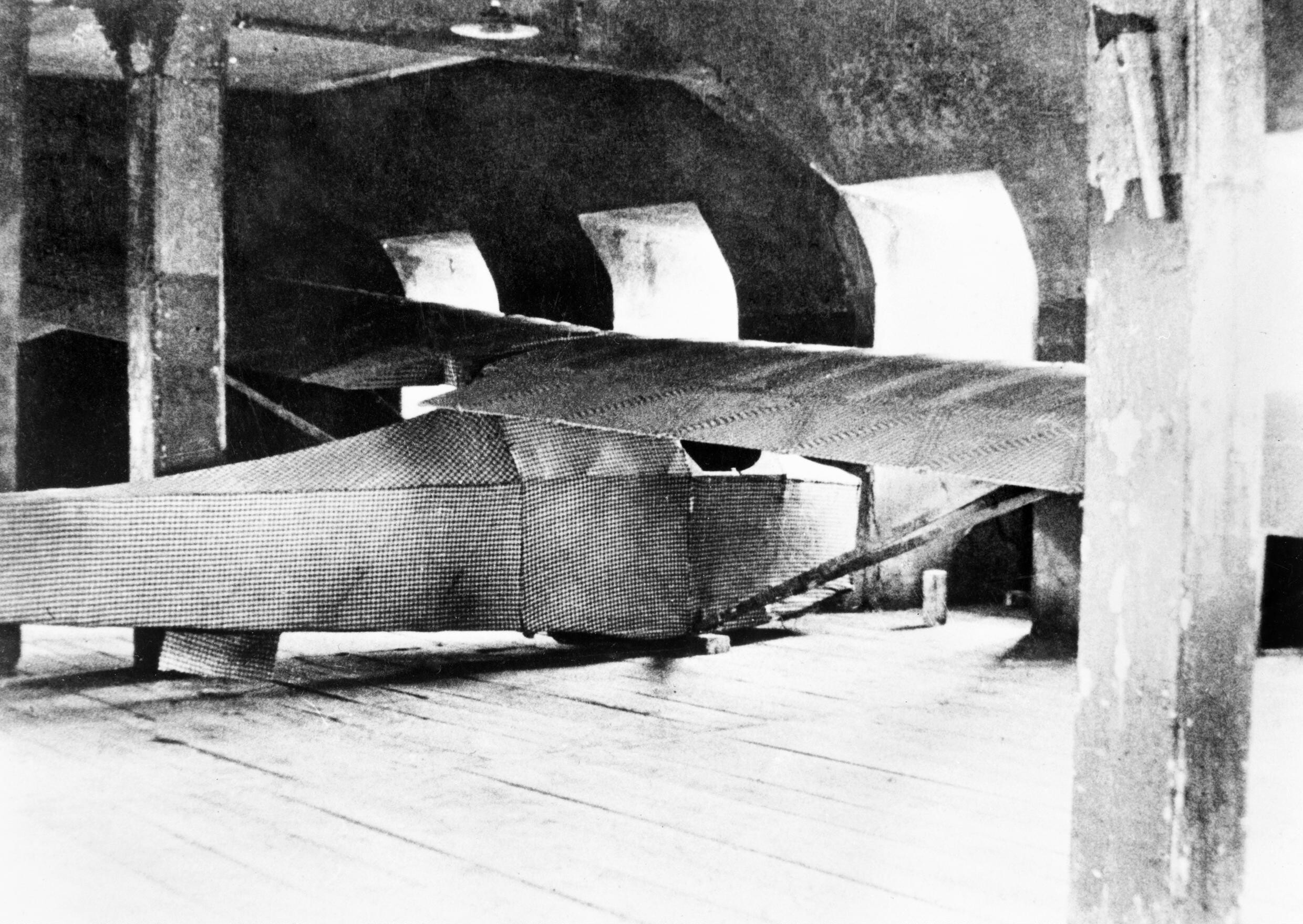
A foglyok építette vitorlázórepülő egyetlen létező fényképe

A táborból való sikeres kijutás után a szökevénynek boldogulnia kellett, hogy tovább menjen. Elvileg ezért előre kellett felkészülnie. El kellett határoznia, hova jusson el, térképre és iránytűre volt szüksége a gyalog való közlekedéshez, ismernie kellett a vonatok menetrendjét a vasúton való utazásra, hamis személyazonosságot kellett választania, civil ruhával vagy német egyenruhával kellett rendelkeznie, a német nyelvet, vagy a Németországban dolgozó valamelyik megszállás alatt levő vagy a németekkel szövetséges országból származó munkások nyelvét kellett beszélnie. Hamis személyazonosságának megfelelő igazolványra vagy egyéb dokumentumokra is szüksége volt, hogy átjuthasson az igazoltatásokon.
Még ha nem is teljesítették mindezeket a feltételeket, egyes szökevények szerencsésen tettek meg viszonylag nagy távolságokat, hogy hazajussanak. Például Brian Paddon brit tiszt kihasználta azt, hogy Colditzból a toruńi (thorni) táborba vitték, ahol előzőleg volt fogoly. Ott katonai bíróság elé kellett volna állnia, mert megsértett egy német altisztet. Fel volt készülve a szökésre civil öltözékkel. Thorni foglyok valamennyi élelmet és egy kis bőröndöt adtak neki. Odaérkezése után másnap kilenc órakor lett volna az ügyének a tárgyalása. Sikerült bejutnia egy olyan fogolycsoportba, amelyet hét órakor kivittek dolgozni egy mezőre. Kijutott a táborból ezzel a csoporttal és az első alkalommal észrevétlenül befutott az út mentén terjedő erdőbe. Arra gondolt, hogy az őt Thornba kísérő altiszt azt fogja mondani a keresésére induló németeknek, hogy a colditzi szökevények Svájc felé mennek, ezért ő Gdańsk felé tervezte indulását. Németországban dolgozó belga munkás nevére voltak hamis papírjai. Rövid távokon közlekedő vonatokkal utazott és vasúti várótermekben aludt. Keveset tudott németül, de így is fesztelenül beszélgetett németekkel és incidensek nélkül érkezett meg Gdańskba. Egyik lengyel fogolytársától megvolt annak barátnőjének a címe és egy másik lengyeltől a gdański kikötő részletesen lerajzolt térképe. A kikötőben meglátott egy svéd teherhajót, észrevétlenül fellopakodott rá és elbújt a raktér annak részébe, ahol a szenet tárolták. Három nap telt el, amíg a hajó elindult, és éjjel a hajó gépházába kellett besurrannia ivóvízért. Hat órára a hajó elindulása után ment ki rejtekhelyéről és jelentkezett a kapitánynál. Ez nem akarta elvinni és visszaindult Gdańsk felé, de végül engedett. Svédországba való érkezése után némi bürokratikus bonyodalmak után érintkezésbe lépett a brit konzullal és végül Angliába jutott.

## A tábor vége
1945. április 13-án, amikor az amerikai csapatok már közel voltak Colditzhoz, az SS átvette a Prominente foglyokat és dél felé vitte őket több táboron át. A csoport két beteg tagját a németek a szászországi Königsteini erődben berendezett táborban hagyták. Giles Romilly megszökött a bajorországi Tittmoningból. A többieket tovább vitték Ausztria felé. Hitler megparancsolta a kivégzésüket, de április 30-án öngyilkos lett, és Gottlob Berger SS-tábornok nem teljesítette a parancsát. Azt rendelte el, hogy a foglyokat vigyék az amerikai csapatokhoz. Ezekhez május 5-én jutottak el. Königsteint a szovjetek szabadították fel, majd a két otthagyott tisztet átvették az amerikaiak.

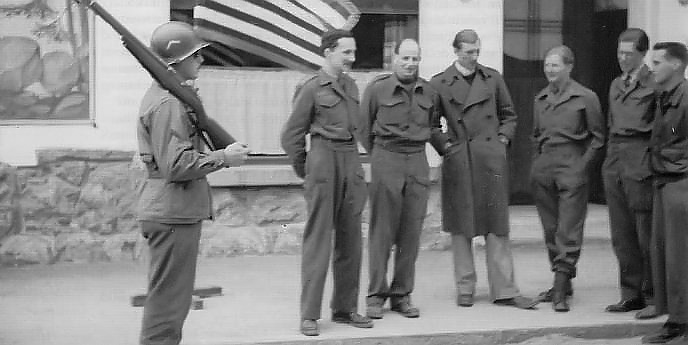
Néhány Prominente 1945. május 5-én, röviddel szabadulásuk után

Közben Gerhard Prawitt, a colditzi tábor harmadik és utolsó parancsnoka azt a parancsot kapta, hogy evakuálja a foglyokat, de a rangidős fogoly tisztek ezt visszautasították. A parancsnok kapitulált előttük és a foglyok átvették az ellenőrzést a kastély fölött. Ezt úgy tették, hogy ne jöjjenek rá a kinti SS-csapatok. Ezért a német katonákat őrhelyeiken hagyták, de lőszer nélkül. A foglyok egy-egy lengyel, francia és brit zászlót készítettek és április 16-án kitették őket, hogy az amerikaiak ne támadják meg a kastélyt. Ezek nehéz harc után elfoglalták a várost és beléptek az immár volt táborba.
A Vörös Hadsereg 1945 májusában jutott Colditzba és a város a szovjet megszállási övezetbe, az 1949 utáni Német Demokratikus Köztársaságba került. A kastélyt sorra helyi bűnözők és a kommunista rendszer ellenzőinek börtöneként, pszichiátriai kórházként, idősek otthonaként, raktárként használták.

## A tábor emlékezete
A colditzi veteránok fenntartották a kapcsolatot egymás között. Ezzel a céllal a britek a Colditz Egyesületbe tömörültek. Elkezdtek visszajárni fogságuk egykori helyére, például 1965-ben Frédéric Guigues francia bajtársai csoportjával. 1991-ben a colditziak rajongóinak csoportja megalkotta Angliában a Colditz Társaságot.
2006-ban elkezdődött a kastély felújítása és ez alkalommal sok elrejtett tárgy került elő. Reinhold Eggers gyűjteménye a háború után szétszóródott, belőle sok tárgyat eladtak látogatóknak. Vannak még Colditzból származó tárgyak és ott készített fényképek a londoni Birodalmi Hadi Múzeumban is. A kastélyban kisebb múzeumot rendeztek be a megtalált tárgyakból és padlóba helyezett ablakon keresztül látható a „francia alagút” egy része. Eredeti helyén van kiállítva a vitorlázórepülő mása. Látogatásokat lehet tenni idegenvezetővel, a volt parancsnokság részlegében pedig ifjúsági szállót rendeztek be.
A háború után egyes volt foglyok, akár szökevények voltak, akár nem, könyveket kezdtek írni Colditzról. Al első 1946-ban jelent meg, több volt fogoly visszaemlékezése J.E.R. Wood kanadai volt fogoly szerkesztésében, Detour: The Story of Oflag IVC (Kitérő. Az Oflag IVC története), a Falkon Press kiadónál. 1948-ban következett Émile Le Brigant francia tábornok, a francia foglyok volt rangidős tisztjének könyve, Les Indomptables (A megszelídíthetetlenek). Párizs: Berger-Levrault. Az első nagy sikerű könyvet, mely felkeltette sokak érdeklődését Colditz iránt Patrick Robert Reid (Pat Reid) volt szökevény publikálta 1952-ben (The Colditz Story. London: Hodder and Stoughton). Ezt később szubjektívnek és részben pontatlannak ítélték meg. A colditzi fogoly mítoszát kreálta meg, mivel általánosította a szerző nézőpontját, aki a szökést játékként tekintette. Reid Colditzról szóló harmadik könyvében (lásd Források) már személytelenebb módon írta újra a tábor történetét. Reinhold Eggers is megírta 1961-ben megjelent visszaemlékezéseit, Howard Gee újságíró, Colditz két polgári foglya egyikének angol fordításában: Colditz: The German Story (Colditz. A német történet). London: Robert Hale. Egy másik Colditzban szolgálatban levő német, Georg Martin Schädlich tizedes naplót írt ott, amelyet unokája jelentetett meg 1992-ben: Thomas Schädlich, Colditzer Schloßgeschichten: Die Geschichte des Oflag IV C in Colditz nach dem Tagebuch des Georg Martin Schädlich (Történetek a colditzi kastélyról. A colditzi Oflag IV C története Georg Martin Schädlich naplója nyomán). Colditz: Swing Druck.
A Colditz iránti érdeklődés sok dokumentumfilm, tévéadás, művészfilm, visszaemlékezés, szépirodalmi mű és játék megjelenését idézte elő.

### Dokumentumfilmek
Az első filmet, Flight from Colditz (Repülés Colditzból) az ITV Anglia mutatta be 1994-ben.
2000-ben a brit Channel 4 újabb filmet készített Escape from Colditz (Szökés Colditzból) címmel. Ebben megjelent a vitorlázórepülő első rekonstrukciója is az eredeti tervrajzok alapján. Pilótás repülést is bemutattak vele egy pázsitról való felszállásal, jelen levő veteránok előtt.
Michael Wulfes német rendező is készített filmet Colditzról 2006-ban Die Unbeugsamen – Flucht aus Hitlers Elitegefängnis (A megszelídíthetetlenek – Hitler elit foglyainak szökése) címmel.
2014-ben az amerikai PBS csatorna bemutatta az Escape From Nazi Alcatraz (Szökés a náci Alcatrazból) című produkcióját a Nova sorozat 41. idényének 12. epizódjaként, régészek és egyéb szakemberek részvételével. Központjában a repülő második rekonstruálása áll 2012-ben, azon a padláson, ahol az eredetit építették. Távirányított repülését is bemutatja elindításával a tetőről, ahogyan el volt tervezve eredetileg, addig a helyig, ahova el kellett volna jutnia az eredetinek.

### Művészfilmek
- 1955 – The Colditz Story – brit mozifilm Pat Reid 1952-es könyve nyomán;[83]
- 1971 – The Birdmen (Madár emberek) – a Colditzból vitorlázórepülővel való szökés tervéből ihletett amerikai tévéfilm;[84];
- 1972–1974 – Colditz – a BBC One 28 részes sorozata;[85]
- 2005 – Colditz – a brit ITV1 kétrészes filmje.[86]

### Szépirodalmi művek
- Michael Burn(wd). Yes, Farewell (Igen, isten veletek). London: Jonathan Cape, 1946 – a szerző colditzi fogsága idejében írt regény;[87]
- Robert L. Wise. The Narow Door at Colditz (A colditzi keskeny ajtó). Nashville: Broadman & Holman, 2004. ISBN 0805430725;[88]
- Guy Walters(wd). The Colditz Legacy (Colditz öröksége). Headline, 2005. ISBN 0755327179.[89]

### Játékok
- 1972 – Escape from Colditz Castle (Szökés a colditzi kastélyból) – asztali társasjáték;[90]
- 1973 – Escape from Colditz – asztali társasjáték;[91]
- 1987 – The Colditz Story – videójáték;[92]
- 1991 – Escape from Colditz – videójáték.[93]